# Peugeot J5

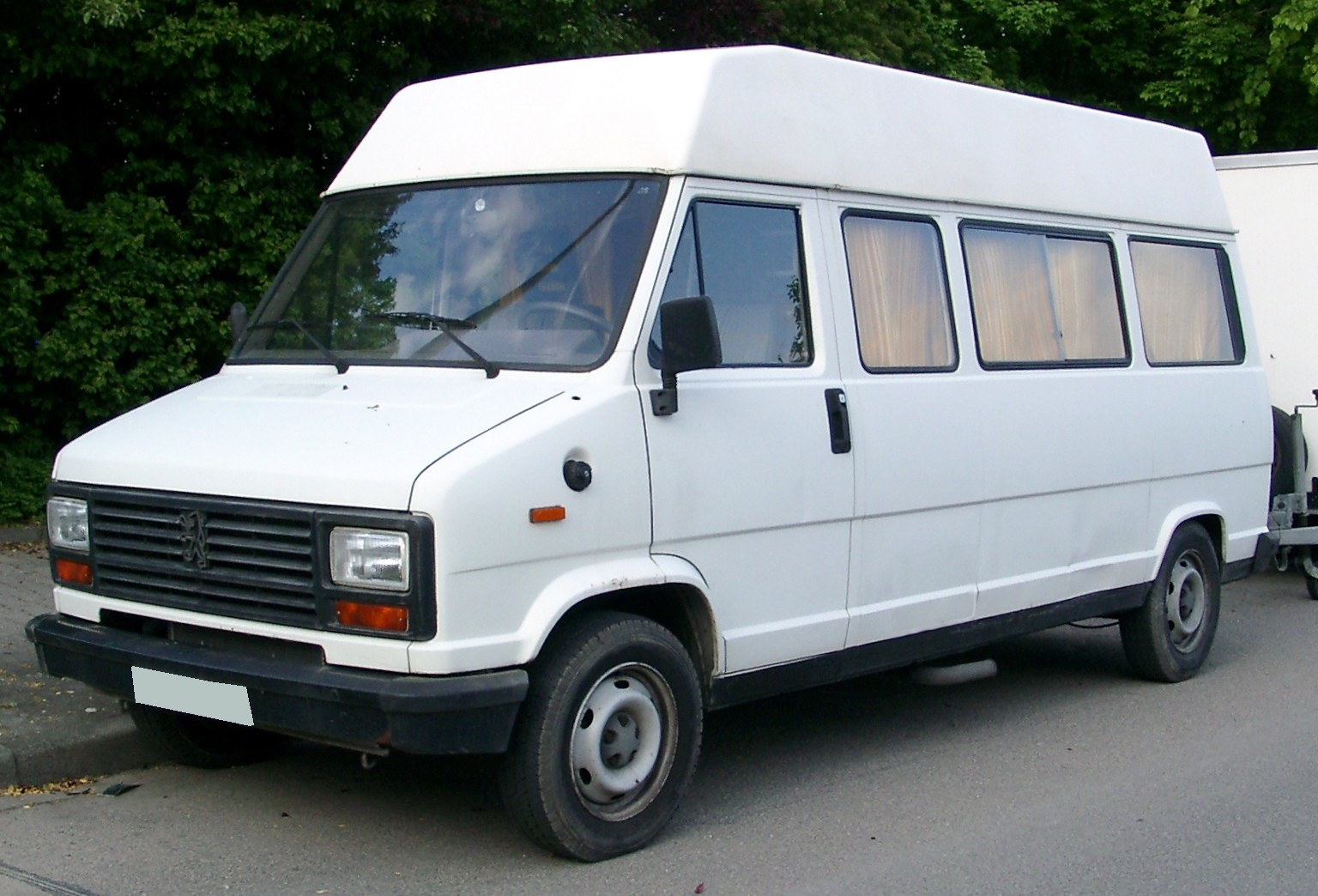
Peugeot J5.

Peugeot J5 är ett nyttofordon som lanserades 1983, och tillverkades fram till 1994, då den blev ersatt av Boxer-modellen. 
J5 utvecklades i samarbete med Citroën och Fiat, vars modeller C25 och Ducato är i princip identiska med J5-modellen. J5 finns som skåpbil, inredd minibuss, husbil och med flak.